# Groupama-FDJ
La Groupama-FDJ, nota in passato come Française des Jeux e FDJ, è una squadra maschile francese di ciclismo su strada. Attiva nel professionismo dal 1997, ha licenza di UCI WorldTeam.
A guida della squadra sono, sin dalla fondazione, i fratelli Marc e Yvon Madiot, ex ciclisti professionisti; lo sponsor principale è stato per molti anni Française des Jeux, società che controlla lotterie e scommesse in Francia, affiancato a partire dal 2018 dal gruppo assicurativo Groupama. Nella sua storia il team si è imposto in diverse tappe dei tre Grandi Giri (soprattutto la corsa di casa, il Tour de France), in tre grandi classiche, la Milano-Sanremo, la Parigi-Roubaix e il Giro di Lombardia, e in diversi campionati nazionali francesi.

## Storia

### 1997-2004: i primi anni e l'affermazione
La squadra venne fondata nel 1997 su impulso dei fratelli Madiot, Marc e Yvon, ex corridori professionisti, e grazie alla sponsorizzazione di Française des Jeux e dell'azienda di biciclette Gitane. Arrivarono in rosa quattro atleti dal Team Polti, tra cui Davide Rebellin (che rimase solo un anno) e l'esperto Mauro Gianetti, e tre dalla Motorola, tra cui Maximilian Sciandri. Alla prima stagione la Française des Jeux vinse la classifica a squadre di Coppa del mondo grazie ai successi di Frédéric Guesdon alla Parigi-Roubaix e di Rebellin alla Clásica San Sebastián e nel Gran Premio di Svizzera, e debuttò al Tour de France, vincendo una tappa con Christophe Mengin. Nello stesso anno si aggiudicò anche la classifica a squadre della Coppa di Francia (si ripeterà nel 1999 e nel 2005).
Nelle stagioni seguenti la squadra si affermò a livello nazionale e internazionale, vincendo in numerose gare grazie soprattutto ai fratelli velocisti Jean-Patrick e Damien Nazon, a Emmanuel Magnien, e ai giovani Bradley McGee e Jimmy Casper (professionisti dal 1997 e 1998 rispettivamente), tanto da poter essere iscritta, nel 1999, alla prima fascia mondiale (GS I). Nel 2000, con la partenza di Damien Nazon e l'arrivo di Fabrizio Guidi, la squadra debuttò al Giro d'Italia vincendo una frazione e la maglia azzurra della classifica Intergiro proprio con Guidi, mentre nel 2001 Magnien conquistò la Parigi-Bruxelles prima di lasciare il team dopo cinque anni. Nel 2002 McGee diede alla Française des Jeux la vittoria di una tappa in linea al Tour de France, mentre Nicolas Vogondy fece suo il titolo nazionale in linea; giunsero inoltre in squadra i neoprofessionisti Philippe Gilbert e Bradley Wiggins e il velocista australiano Baden Cooke, capace di vincere nove corse in stagione, tra cui la semiclassica Dwars door Vlaanderen.
Il team adottò il nome "Fdjeux.com" nel 2003 e 2004, per poi tornare al nome originale dal 2005. Nel 2003 McGee vinse il prologo del Tour de France e vestì la maglia gialla per tre giorni, e nella stessa Grande Boucle Cooke, dopo aver vinto anch'egli una tappa, conquistò grazie ai numerosi piazzamenti la maglia verde della classifica a punti. McGee si ripeté l'anno dopo al Giro d'Italia, vincendo il prologo di Genova e vestendo di rosa per due giorni, in una stagione in cui riuscì a imporsi anche nel prologo del Tour de Romandie e alla Route du Sud.

## Cronistoria

### Annuario
| Anno | Codice  | Nome                                                          | Cat. | Biciclette       | Dirigenza |
| ---- | ------- | ------------------------------------------------------------- | ---- | ---------------- | --- |
| 1997 | FDJ     | La Française des Jeux                                         | -    | Gitane           | Manager: Marc Madiot Dir. sportivi: Alain Gallopin, Yvon Madiot |
| 1998 | FDJ     | La Française des Jeux                                         | -    | Gitane           | Manager: Marc Madiot Dir. sportivi: Alain Gallopin, Yvon Madiot |
| 1999 | FDJ     | La Française des Jeux                                         | GSI  | Gitane           | Manager: Marc Madiot Dir. sportivi: Alain Gallopin, Yvon Madiot |
| 2000 | FDJ     | La Française des Jeux                                         | GSI  | Gitane           | Manager: Marc Madiot Dir. sportivi: Alain Gallopin, Yvon Madiot, Franck Pineau |
| 2001 | FDJ     | La Française des Jeux                                         | GSII | Gitane           | Manager: Marc Madiot Dir. sportivi: Martial Gayant, Yvon Madiot, Franck Pineau, Frédéric Grappe |
| 2002 | FDJ     | La Française des Jeux                                         | GSI  | Lapierre         | Manager: Marc Madiot Dir. sportivi: Martial Gayant, Yvon Madiot, Franck Pineau, Frédéric Grappe, David Le Bourdiec |
| 2003 | FDJ     | fdjeux.com                                                    | GSI  | Lapierre         | Manager: Marc Madiot Dir. sportivi: Martial Gayant, Yvon Madiot, Franck Pineau, Frédéric Grappe, David Le Bourdiec |
| 2004 | FDJ     | fdjeux.com                                                    | GSI  | Lapierre         | Manager: Marc Madiot Dir. sportivi: Martial Gayant, Yvon Madiot, Franck Pineau, Frédéric Grappe, David Le Bourdiec |
| 2005 | FDJ     | La Française des Jeux                                         | PT   | Lapierre         | Manager: Marc Madiot Dir. sportivi: Martial Gayant, Yvon Madiot, Franck Pineau, Frédéric Grappe, David Le Bourdiec, Jean-Cyril Robin                                                                                               |
| 2006 | FDJ     | La Française des Jeux                                         | PT   | Lapierre         | Manager: Marc Madiot Dir. sportivi: Thierry Bricaud, Martial Gayant, Yvon Madiot, Franck Pineau, Frédéric Grappe, David Le Bourdiec                                                                                                |
| 2007 | FDJ     | La Française des Jeux                                         | PT   | Lapierre         | Manager: Marc Madiot Dir. sportivi: Thierry Bricaud, Martial Gayant, Yvon Madiot, Franck Pineau, Frédéric Grappe, David Le Bourdiec                                                                                                |
| 2008 | FDJ     | La Française des Jeux                                         | PT   | Lapierre         | Manager: Marc Madiot Dir. sportivi: Thierry Bricaud, Martial Gayant, Yvon Madiot, Franck Pineau, Frédéric Grappe, David Le Bourdiec, Jacques Decrion                                                                               |
| 2009 | FDJ     | La Française des Jeux                                         | PT   | Lapierre         | Manager: Marc Madiot Dir. sportivi: Thierry Bricaud, Martial Gayant, Yvon Madiot, Franck Pineau |
| 2010 | FDJ     | La Française des Jeux (fino al 30 giugno) FDJ (dal 1º luglio) | PT   | Lapierre         | Manager: Marc Madiot Dir. sportivi: Thierry Bricaud, Martial Gayant, Yvon Madiot, Franck Pineau |
| 2011 | FDJ     | FDJ                                                           | PCT  | Lapierre         | Manager: Marc Madiot Dir. sportivi: Thierry Bricaud, Martial Gayant, Yvon Madiot, Franck Pineau |
| 2012 | FDJ     | FDJ-BigMat                                                    | WT   | Lapierre         | Manager: Marc Madiot Dir. sportivi: Thierry Bricaud, Martial Gayant, Yvon Madiot, Franck Pineau |
| 2013 | FDJ     | FDJ.fr                                                        | WT   | Lapierre         | Manager: Marc Madiot Dir. sportivi: Thierry Bricaud, Jacques Decrion, Martial Gayant, Yvon Madiot, Franck Pineau, Julien Pinot |
| 2014 | FDJ     | FDJ.fr                                                        | WT   | Lapierre         | Manager: Marc Madiot Dir. sportivi: Thierry Bricaud, Jacques Decrion, Martial Gayant, Yvon Madiot, Franck Pineau, Julien Pinot |
| 2015 | FDJ     | FDJ                                                           | WT   | Lapierre         | Manager: Marc Madiot Dir. sportivi: Yvon Madiot, Thierry Bricaud, Martial Gayant, Frédéric Guesdon, David Han, Franck Pineau, Julien Pinot                                                                                         |
| 2016 | FDJ     | FDJ                                                           | WT   | Lapierre         | Manager: Marc Madiot Dir. sportivi: Yvon Madiot, Thierry Bricaud, Martial Gayant, Frédéric Guesdon, David Han, Sébastien Joly, Franck Pineau, Julien Pinot                                                                         |
| 2017 | FDJ     | FDJ                                                           | WT   | Lapierre         | Manager: Marc Madiot Dir. sportivi: Yvon Madiot, Thierry Bricaud, Martial Gayant, Frédéric Guesdon, David Han, Sébastien Joly, Franck Pineau, Julien Pinot, Jussi Veikkanen                                                        |
| 2018 | FDJ GFC | FDJ (fino al 28 febbraio) Groupama-FDJ (dal 1º marzo)         | WT   | Lapierre         | Manager: Marc Madiot Dir. sportivi: Yvon Madiot, Nicolas Boisson, Thierry Bricaud, Martial Gayant, Frédéric Guesdon, David Han, Sébastien Joly, Franck Pineau, Julien Pinot, Jussi Veikkanen                                       |
| 2019 | GFC     | Groupama-FDJ                                                  | WT   | Lapierre         | Manager: Marc Madiot Dir. sportivi: Yvon Madiot, Thierry Bricaud, Martial Gayant, Frédéric Guesdon, Sébastien Joly, Franck Pineau, Jussi Veikkanen                                                                                 |
| 2020 | GFC     | Groupama-FDJ                                                  | WT   | Lapierre         | Manager: Marc Madiot Dir. sportivi: Yvon Madiot, Thierry Bricaud, Martial Gayant, Frédéric Guesdon, Sébastien Joly, Philippe Mauduit, Franck Pineau, Jussi Veikkanen                                                               |
| 2021 | GFC     | Groupama-FDJ                                                  | WT   | Lapierre         | Manager: Marc Madiot Dir. sportivi: Yvon Madiot, Thierry Bricaud, Martial Gayant, Frédéric Guesdon, Sébastien Joly, Philippe Mauduit, Franck Pineau, Jussi Veikkanen                                                               |
| 2022 | GFC     | Groupama-FDJ                                                  | WT   | Lapierre         | Manager: Marc Madiot Dir. sportivi: Yvon Madiot, Thierry Bricaud, Martial Gayant, Frédéric Guesdon, Sébastien Joly, Philippe Mauduit, Franck Pineau, Jussi Veikkanen                                                               |
| 2023 | GFC     | Groupama-FDJ                                                  | WT   | Lapierre         | Manager: Marc Madiot Dir. sportivi: Yvon Madiot, Nicolas Boisson, Anthony Buillod, Thierry Bricaud, Frédéric Guesdon, David Han, Sébastien Joly, Philippe Mauduit, Franck Pineau, Julien Pinot, Benoît Vaugrenard, Jussi Veikkanen |
| 2024 | GFC     | Groupama-FDJ                                                  | PS   | Wilier Triestina | Manager: Marc Madiot Dir. sportivi: Nicolas Boisson, Anthony Buillod, Thierry Bricaud, Frédéric Guesdon, David Han, Julien Pinot, Benoît Vaugrenard, Jussi Veikkanen                                                               |
| 2025 | GFC     | Groupama-FDJ                                                  | PS   | Wilier Triestina | Manager: Marc Madiot Dir. sportivi: Nicolas Boisson, Anthony Buillod, Thierry Bricaud, Frédéric Guesdon, David Han, Julien Pinot, Benoît Vaugrenard, Jussi Veikkanen                                                               |

### Classifiche UCI
Aggiornato all 22 ottobre 2024.
| Anno | Classifica | Pos. | Migliore cl. individuale  |
| ---- | ---------- | ---- | ------------------------- |
| 1997 | -          | 8º   | Davide Rebellin (17º)     |
| 1998 | -          | 19º  | Emmanuel Magnien (22º)    |
| 1999 | GSI        | 19º  | Jean-Cyril Robin (48º)    |
| 2000 | GSI        | 21º  | Lars Michaelsen (80º)     |
| 2001 | GSII       | 6º   | Bradley McGee (128º)      |
| 2002 | GSI        | 21º  | Baden Cooke (21º)         |
| 2003 | GSI        | 14º  | Baden Cooke (29º)         |
| 2004 | GSI        | 17º  | Bradley McGee (32º)       |
| 2005 | ProTour    | 20º  | Thomas Löfkvist (66º)     |
| 2006 | ProTour    | 20º  | Frédéric Guesdon (45º)    |
| 2007 | ProTour    | 19º  | Christophe Mengin (93º)   |
| 2008 | ProTour    | 12º  | Mickaël Delage (43º)      |
| 2009 | World Cal. | 16º  | Christophe Le Mével (79º) |
| 2010 | World Cal. | 22º  | Sandy Casar (69º)         |
| 2011 | Africa T.  | 7º   | Geoffrey Soupe (23º)      |
| 2011 | Asia T.    | 56º  | Dominique Rollin (216º)   |
| 2011 | Europe T.  | 1º   | Jaŭhen Hutarovič (2º)     |
| 2012 | World Tour | 18º  | Arnaud Démare (60º)       |
| 2013 | World Tour | 17º  | Thibaut Pinot (33º)       |
| 2014 | World Tour | 16º  | Thibaut Pinot (32º)       |
| 2015 | World Tour | 15º  | Thibaut Pinot (10º)       |
| 2016 | World Tour | 11º  | Thibaut Pinot (17º)       |
| 2017 | World Tour | 17º  | Thibaut Pinot (22º)       |
| 2018 | World Tour | 14º  | Thibaut Pinot (17º)       |
| 2019 | World Tour | 12º  | David Gaudu (48º)         |
| 2020 | World Tour | 9º   | Arnaud Démare (9º)        |
| 2021 | World Tour | 9º   | David Gaudu (16º)         |
| 2022 | World Tour | 7º   | Stefan Küng (7º)          |
| 2023 | World Tour | 7º   | Thibaut Pinot (22º)       |
| 2024 | World Tour | 10º  | Stefan Küng (28º)         |

## Palmarès
Aggiornato al 5 luglio 2025.

### Grandi Giri
- Giro d'Italia

Partecipazioni: 21 (2000, 2003, 2004, 2005, 2006, 2007, 2008, 2012, 2013, 2014, 2015, 2016, 2017, 2018, 2019, 2020, 2021, 2022, 2023, 2024, 2025)
Vittorie di tappa: 14
2000: 1 (Fabrizio Guidi)
2004: 1 (Bradley McGee)
2014: 3 (3 Nacer Bouhanni)
2017: 1 (Thibaut Pinot)
2019: 1 (Arnaud Démare)
2020: 4 (4 Arnaud Démare)
2022: 3 (3 Arnaud Démare)
Vittorie finali: 0
Altre classifiche: 5
2000: Intergiro (Fabrizio Guidi)
2014: Punti (Nacer Bouhanni)
2020: Punti (Arnaud Démare)
2022: Punti (Arnaud Démare)
2023: Scalatori (Thibaut Pinot)
- Tour de France

Partecipazioni: 29 (1997, 1998, 1999, 2000, 2001, 2002, 2003, 2004, 2005, 2006, 2007, 2008, 2009, 2010, 2011, 2012, 2013, 2014, 2015, 2016, 2017, 2018, 2019, 2020, 2021, 2022, 2023, 2024, 2025)
Vittorie di tappa: 12
1997: 1 (Christophe Mengin)
2002: 1 (Bradley McGee)
2003: 2 (Bradley McGee, Baden Cooke)
2007: 1 (Sandy Casar)
2010: 1 (Sandy Casar)
2012: 2 (Thibaut Pinot, Pierrick Fédrigo)
2015: 1 (Thibaut Pinot)
2017: 1 (Arnaud Démare)
2018: 1 (Arnaud Démare)
2019: 1 (Thibaut Pinot)
Vittorie finali: 0
Altre classifiche: 2
2003: Punti (Baden Cooke)
2011: Combattività (Jérémy Roy)
- Vuelta a España

Partecipazioni: 19 (2005, 2006, 2007, 2008, 2009, 2010, 2012, 2013, 2014, 2015, 2016, 2017, 2018, 2019, 2020, 2021, 2022, 2023, 2024)
Vittorie di tappa: 12
2009: 1 (Anthony Roux)
2010: 1 (Jaŭhen Hutarovič)
2013: 2 (Alexandre Geniez, Kenny Elissonde)
2014: 2 (2 Nacer Bouhanni)
2016: 1 (Alexandre Geniez)
2018: 2 (2 Thibaut Pinot)
2020: 2 (2 David Gaudu)
2024: 1 (Stefan Küng)
Vittorie finali: 0
Altre classifiche: 0

### Classiche monumento
- Milano-Sanremo: 1

2016 (Arnaud Démare)
- Parigi-Roubaix: 1

1997 (Frédéric Guesdon)
- Giro di Lombardia: 1

2018 (Thibaut Pinot)

### Campionati nazionali
Strada
- Campionati australiani: 1

In linea: 2004 (Matthew Wilson)
- Campionati austriaci: 1

Cronometro: 2018 (Georg Preidler)
- Campionati bielorussi: 3

In linea: 2008, 2009, 2012 (Jaŭhen Hutarovič)
- Campionati canadesi: 1

In linea: 2018 (Antoine Duchesne)
- Campionati finlandesi: 4

In linea: 2005, 2006, 2008, 2014 (Jussi Veikkanen)
- Campionati francesi: 9

In linea: 2002 (Nicolas Vogondy); 2012 (Nacer Bouhanni); 2013 (Arthur Vichot); 2014, 2017, 2020 (Arnaud Démare); 2018 (Anthony Roux); 2023 (Valentin Madouas)
Cronometro: 2007 (Benoît Vaugrenard); 2019 (Benjamin Thomas)
- Campionati lituani: 3

In linea: 2017, 2021 (Ignatas Konovalovas)
Cronometro: 2017 (Ignatas Konovalovas)
- Campionati lussemburghesi: 1

In linea: 2024 (Kevin Geniets)
- Campionati svedesi: 6

In linea: 2007 (Thomas Löfkvist)
Cronometro: 2004, 2007 (Thomas Löfkvist); 2006 (Gustav Larsson); 2017, 2018 (Tobias Ludvigsson)
- Campionati svizzeri: 5

In linea: 2018 (Steve Morabito); 2019 (Sébastien Reichenbach)
Cronometro: 2019, 2024 (Stefan Küng)
In salita: 2000 (Daniel Schnider)
- Campionati ungheresi: 1

In linea: 2022 (Attila Valter)
Cross
- Campionati finlandesi: 1

2006 (Jussi Veikkanen)
- Campionati francesi: 7

1997, 1998 (Christophe Mengin); 2005, 2007, 2008, 2009, 2011 (Francis Mourey)

## Organico 2025
Aggiornato al 1° agosto 2025.

### Staff tecnico
|  | Naz.                 | Ruolo | Sportivo          |  |  |  |
|  | -------------------- | ----- | ----------------- |  |  |  |
|  | Francia (bandiera)   | GM    | Marc Madiot       |  |  |  |
|  | Francia (bandiera)   | DS    | Nicolas Boisson   |  |  |  |
|  | Francia (bandiera)   | DS    | Anthony Bouillod  |  |  |  |
|  | Francia (bandiera)   | DS    | Thierry Bricaud   |  |  |  |
|  | Francia (bandiera)   | DS    | Frédéric Guesdon  |  |  |  |
|  | Francia (bandiera)   | DS    | David Han         |  |  |  |
|  | Francia (bandiera)   | DS    | Julien Pinot      |  |  |  |
|  | Francia (bandiera)   | DS    | Benoît Vaugrenard |  |  |  |
|  | Finlandia (bandiera) | DS    | Jussi Veikkanen   |  |  |  |

### Rosa
|  | Naz.                     |  | Sportivo            | Anno |  |  |
|  | ------------------------ |  | ------------------- | ---- |  |  |
|  | Gran Bretagna (bandiera) |  | Lewis Askey         | 2001 |  |  |
|  | Francia (bandiera)       |  | Cyril Barthe        | 1996 |  |  |
|  | Francia (bandiera)       |  | Clément Braz Afonso | 1999 |  |  |
|  | Norvegia (bandiera)      |  | Sven Erik Bystrøm   | 1992 |  |  |
|  | Francia (bandiera)       |  | Rémi Cavagna        | 1995 |  |  |
|  | Francia (bandiera)       |  | Clément Davy        | 1998 |  |  |
|  | Francia (bandiera)       |  | Tom Donnenwirth     | 1998 |  |  |
|  | Francia (bandiera)       |  | David Gaudu         | 1996 |  |  |
|  | Lussemburgo (bandiera)   |  | Kevin Geniets       | 1997 |  |  |
|  | Italia (bandiera)        |  | Lorenzo Germani     | 2002 |  |  |
|  | Francia (bandiera)       |  | Romain Grégoire     | 2003 |  |  |
|  | Francia (bandiera)       |  | Thibaud Gruel       | 2004 |  |  |
|  | Svizzera (bandiera)      |  | Johan Jacobs        | 1997 |  |  |
|  | Francia (bandiera)       |  | Aurélien Kayser     | 2006 |  |  |
|  | Svizzera (bandiera)      |  | Stefan Küng         | 1993 |  |  |
|  | Francia (bandiera)       |  | Olivier Le Gac      | 1993 |  |  |
|  | Francia (bandiera)       |  | Eddy Le Huitouze    | 2003 |  |  |
|  | Francia (bandiera)       |  | Victor Loulergue    | 2004 |  |  |
|  | Francia (bandiera)       |  | Valentin Madouas    | 1996 |  |  |
|  | Francia (bandiera)       |  | Guillaume Martin    | 1993 |  |  |
|  | Francia (bandiera)       |  | Rudy Molard         | 1989 |  |  |
|  | Francia (bandiera)       |  | Quentin Pacher      | 1992 |  |  |
|  | Francia (bandiera)       |  | Enzo Paleni         | 2002 |  |  |
|  | Francia (bandiera)       |  | Paul Penhoët        | 2001 |  |  |
|  | Francia (bandiera)       |  | Rémy Rochas         | 1996 |  |  |
|  | Francia (bandiera)       |  | Brieuc Rolland      | 2003 |  |  |
|  | Francia (bandiera)       |  | Clément Russo       | 1995 |  |  |
|  | Nuova Zelanda (bandiera) |  | Reuben Thompson     | 2001 |  |  |
|  | Gran Bretagna (bandiera) |  | Matthew Walls       | 1993 |  |  |